# Elisa Buon Natale anche a te
Elisa Buon Natale anche a te è stato un programma televisivo italiano di intrattenimento musicale sui concerti An Intimate Christmas organizzati dalla cantautrice italiana Elisa presso il Mediolanum Forum di Milano in collaborazione con Dardust il 15 e 16 dicembre 2023, trasmessi su Canale 5 il 24 dicembre 2023 in concomitanza con la Vigilia di Natale. Il programma è stato trasmesso in replica il 25 dicembre 2023.
Si tratta del secondo speciale televisivo dei due artisti dopo Elisa with Dardust - An Intimate Night, andato in onda su Rai 2 il 5 gennaio 2023.

## Antefatti
Nel settembre 2023 ha annunciato An Intimate Christmas, un doppio spettacolo presso il Mediolanum Forum di Milano in collaborazione con Dardust il 15 e 16 dicembre 2023. Il tour riprende An Intimate Night, un tour svoltosi esclusivamente nei teatri e vede la partecipazione in qualità di collaboratore artistico e ospite in tutte le date del musicista Dardust, con una rivisitazione dei brani della discografia della cantautrice e di brani di musica natalizia.
Le registrazioni per i due concerti sono convogliate nella raccolta Intimate - Recording at Abbey Road Studios, pubblicata l'8 dicembre 2023. Il progetto vede l'inserimento di due brani inediti, Quando nevica e Buon Natale anche a te, quest'ultimo utilizzato come jingle e sigla musicale dello speciale televisivo.
Il 15 dicembre 2023 viene annunciata la messa in onda televisiva dei due concerti su Canale 5.

## Descrizione
Il programma ha visto Elisa interpretare brani provenienti dalla sua discografia e classici della musica natalizia. Nel corso dello show la cantante ha interpretato brani con ospiti musicali tra cui Andrea Bocelli, Gianni Morandi, Tiziano Ferro, Ariete, Luciano Ligabue, Tommaso Paradiso, Carmen Consoli, Pinguini Tattici Nucleari, Drusilla Foer, Ornella Vanoni e Giorgia; ha visto la presenza di una performance di Eleonora Abbagnato e la figlia Julia Balzaretti, oltre che l'intervento di Giorgio Panariello, Giovanni Storti e Pio e Amedeo. Elisa è stata accompagnata vocalmente dal coro giovanile Artemia diretto da Denis Monte.

## Esibizioni
Le esibizioni sono riportate in ordine di esecuzione nel programma.
- White Christmas (con Andrea Bocelli)
- Last Christmas
- Luce (tramonti a nord est)
- C'era un ragazzo che come me amava i Beatles e i Rolling Stones (con Gianni Morandi)
- A modo tuo / La metà della mela (con Luciano Ligabue)
- Santa Claus Is Coming to Town
- Eppure sentire (un senso di te)
- Let It Snow! Let It Snow! Let It Snow!
- Anche fragile
- L'anima vola / Happy Xmas (War Is Over) (con Tiziano Ferro in collegamento da Los Angeles)
- Jingle Bell Rock
- O forse sei tu
- Questa nostra stupida canzone d'amore (con Tommaso Paradiso)
- Have Yourself a Merry Little Christmas
- Promettimi / L'ultimo bacio (con Carmen Consoli)
- Quando nevica
- Carol of the Bells (eseguito dal coro Artemia; performance di Eleonora Abbagnato e Julia Balzaretti)
- Una poesia anche per te
- Pastello bianco (con i Pinguini Tattici Nucleari)
- Se piovesse il tuo nome
- Somethin' Stupid (con Drusilla Foer)
- Hallelujah
- Buon Natale anche a te
- Io so che ti amerò (con Ornella Vanoni e Jovanotti, quest'ultimo in videomessaggio)
- No Hero
- O è Natale tutti i giorni (con Rkomi)
- Palla al centro
- Stille Nacht
- Gli ostacoli del cuore
- Earth Song (con Giorgia)
- Together

## Formazione
Hanno partecipato alle registrazioni:
- Caterina Cocco – primo violino
- Alessio Cavalazzi  – secondo violino
- Matteo Lipari – viola
- Valentina Sgarbossa – violoncello
- Simone Giorgini – contrabbasso
- Massimo Santonocito – percussioni
- Andrea Fontana – percussioni
- Gianluca Petrella – trombone
- Beppe Scardino – sassofono
- Mirco Romegni – tromba
- Raul Moretti – arpa
- Andrea Rigonat – chitarra
- Placido Salomone – chitarra
- Dario Faini – pianoforte
- Coro giovanile Artemia – voce corale
- Bridget Mohammed – voce corista
- Sharlotte Gibson – voce corista
- Jessica Childress – voce corista
- Roberta Montanari – voce corista

## Ascolti
Il programma è stato il più visto in prima serata delle reti televisive Italiane il 24 dicembre 2023.
| Puntata | Messa in onda    | Ascolti        | Ascolti |
| Puntata | Messa in onda    | Telespettatori | Share   |
| ------- | ---------------- | -------------- | ------- |
| 1       | 24 dicembre 2023 | 2 330 000      | 19,50%  |

### Repliche
Il programma è stato il più visto in day-time pomeridiano delle reti televisive Italiane il 25 dicembre 2023.
| Puntata | Messa in onda    | Ascolti        | Ascolti |
| Puntata | Messa in onda    | Telespettatori | Share   |
| ------- | ---------------- | -------------- | ------- |
| 1       | 25 dicembre 2023 | 1 335 000      | 15,40%  |

## Progetto di ecosostenibilità
Come per il tour Back to the Future Live Tour in promozione dell'undicesimo album in studio della cantante Ritorno al futuro/Back to the Future, i concerti hanno visto la collaborazione con Legambiente attraverso l'iniziativa Music for the Planet per piantare nuovi alberi, rigenerare i territori e contrastare la crisi climatica nell’ambito del progetto europeo LIFE in Italia. Nel corso della trasmissione sono state trattate tematiche legate all'ecosostenibilità e al rimboschimento, attraverso una raccolta fondi di Legambiente.